# Блаве (река)
Блаве́ (фр. Blavet, брет. Blavezh) — река во Франции.
Река протекает по территории французского региона Бретань. Длина — 149 км. Площадь водосборного бассейна — 1951 км². Река берёт начало восточнее коммуны Бюла-Пестивьен в департаменте Кот-д’Армор, протекает через коммуны Сен-Никола-дю-Пелан и Гуарек, пересекает границу с департаментом Морбиан, далее — через коммуны Понтиви, Энбон, впадая в Атлантический океан в пределах города Лорьян. Питание преимущественно дождевое.
Русло реки на большом протяжении канализировано, в низовьях для небольших судов возможно судоходство.
Крупнейший приток — Эвель (56 км).